# 1. Frauen-Fußball-Club Frankfurt 2019-2020
Questa voce raccoglie le informazioni riguardanti la squadra femminile del 1. Frauen-Fußball-Club Frankfurt nelle competizioni ufficiali della stagione 2019-2020.

## Divise e sponsor
Le tenute di gioco riprendono i colori sociali della società, il bianco e il nero. Lo sponsor principale è l'istituto di credito Commerzbank, il fornitore delle tenute Adidas.
| Casa | Trasferta |

## Organigramma societario
Estratti dal sito societario.
Area tecnica
- Allenatore: Niko Arnautis
- Vice allenatore: Kai Rennich
- Preparatore dei portieri: Mathias Bolz, Mario Gros
- Preparatore atletico': Torsten Schröder

## Rosa
Rosa, ruoli e numeri di maglia estratti dal sito societario, aggiornati al 26 agosto 2019.
| N. |                        | Ruolo | Calciatrice         |
| -- | ---------------------- | ----- | ------------------- |
| 1  | Stati Uniti (bandiera) | P     | Bryane Heaberlin    |
| 2  | Germania (bandiera)    | D     | Selina Ostermeier   |
| 5  | Brasile (bandiera)     | D     | Letícia Santos      |
| 6  | Germania (bandiera)    | C     | Saskia Matheis      |
| 7  | Germania (bandiera)    | C     | Margarita Gidion    |
| 8  | Germania (bandiera)    | C     | Sjoeke Nüsken       |
| 10 | Germania (bandiera)    | A     | Laura Freigang      |
| 11 | Germania (bandiera)    | D     | Sophia Kleinherne   |
| 14 | Svizzera (bandiera)    | A     | Géraldine Reuteler  |
| 15 | Svizzera (bandiera)    | A     | Sandrine Mauron     |
| 16 | Germania (bandiera)    | D     | Janina Hechler      |
| 17 | Germania (bandiera)    | A     | Alexandra Emmerling |

| N. |                          | Ruolo | Calciatrice       |
| -- | ------------------------ | ----- | ----------------- |
| 18 | Austria (bandiera)       | C     | Verena Aschauer   |
| 19 | Germania (bandiera)      | A     | Theresa Panfil    |
| 20 | Germania (bandiera)      | D     | Laura Störzel     |
| 22 | Germania (bandiera)      | C     | Lea Schneider     |
| 24 | Austria (bandiera)       | D     | Yvonne Weilharter |
| 26 | Germania (bandiera)      | P     | Cara Bösl         |
| 27 | Austria (bandiera)       | C     | Laura Feiersinger |
| 28 | Austria (bandiera)       | C     | Barbara Dunst     |
| 29 | Corea del Sud (bandiera) | P     | Lee Da-hye        |
| 30 | Germania (bandiera)      | A     | Shekiera Martinez |
| 31 | Germania (bandiera)      | C     | Tanja Pawollek    |

## Calciomercato

### Sessione estiva
| Acquisti | Acquisti          | Acquisti          | Acquisti |
| R.       | Nome              | da                | Modalità |
| -------- | ----------------- | ----------------- | -------- |
| D        | Letícia Santos    | Sand              |          |
| C        | Barbara Dunst     | MSV Duisburg      |          |
| C        | Sandrine Mauron   | Zurigo            |          |
| C        | Sjoeke Nüsken     | Westfalia Rhynern |          |
| A        | Yvonne Weilharter | Sturm Graz        |          |

| Cessioni | Cessioni              | Cessioni          | Cessioni |
| R.       | Nome                  | a                 | Modalità |
| -------- | --------------------- | ----------------- | -------- |
| D        | Marith Müller-Prießen | Paris FC          |          |
| D        | Cecilie Sandvej       | Fleury            |          |
| C        | Lisa Ebert            | Norimberga        |          |
| C        | Jackie Groenen        | Manchester United |          |
| C        | Marilena Widmer       | Young Boys        |          |

## Risultati

### Frauen-Bundesliga

#### Girone di andata
| Arbitro: | Söder (Ingolstadt) |

|                                                 |           |                    |
| Feiersinger 6’ (aut.) Freigang 17’ Martinez 81’ | Marcatori | 14’, 50’ Prašnikar |

| Arbitro: | Hussein (Bad Harzburg) |

|                                        |           |  |
| Beerensteyn 30’, 59’ Mauron 64’ (aut.) | Marcatori |  |

| Arbitro: | Michel (Gau-Odernheim) |

|                                                 |           |                     |
| Reuteler 30’ Dunst 60’ Hechler 80’ Martinez 84’ | Marcatori | 3’ Arnold 25’ Meyer |

| Arbitro: | Westerhoff (Bochum) |

|             |           |                                                 |
| Rudelić 23’ | Marcatori | 8’ Reuteler 38’ (rig.) Feiersinger 61’ Freigang |

| Arbitro: | Söder (Ingolstadt) |

|              |           |  |
| Aschauer 24’ | Marcatori |  |

| Arbitro: | Weigelt (Lipsia) |

|                                      |           |  |
| Fiebig 27’ Schaber 65’ Balcerzak 90’ | Marcatori |  |

| Arbitro: | Biehl (Siesbach) |

|  |           |                                                   |
|  | Marcatori | 38’ Rolfö 42’ (rig.) Harder 53’ (aut.) Kleinherne |

| Arbitro: | Diekmann (Dortmund) |

|               |           |                        |
| Zielinski 41’ | Marcatori | 7’ Martinez 72’ Nüsken |

| Arbitro: | Joos (Leinfelden-Echterdingen) |

|              |           |              |
| Freigang 28’ | Marcatori | 49’ Schüller |

| Arbitro: | Wildfeuer (Lubecca) |

|                            |           |                         |
| Feiersinger 54’ Mauron 67’ | Marcatori | 72’ Bühler 76’ Pankratz |

| Arbitro: | Westerhoff (Bochum) |

|                          |           |                                         |
| Bühl 30’, 62’ Wittje 57’ | Marcatori | 6’ (rig.), 89’ Feiersinger 69’ Freigang |

#### Girone di ritorno
| Arbitro: | Heimann (Gladbeck) |

|                                       |           |                        |
| Schmidt 20’, 47’ Prašnikar 80’, 90+2’ | Marcatori | 23’, 27’, 57’ Freigang |

| Arbitro: | Biehl (Siesbach) |

|                  |           |                                       |
| Freigang 9’, 72’ | Marcatori | 30’ Beerensteyn 48’ Simon 89’ Leupolz |

| Arbitro: | Diekmann (Dortmund) |

|                           |           |                                                   |
| Seiler 7’ Chlastáková 15’ | Marcatori | 11’ (rig.) Nüsken 59’ (aut.) Schuldt 78’ Reuteler |

| Arbitro: | Appelmann (Alzey) |

|                                      |           |             |
| Freigang 4’, 12’ (rig.) Martinez 83’ | Marcatori | 65’ Nikolić |

| Arbitro: | Wildfeuer (Lubecca) |

|            |           |                                                       |
| Tietge 14’ | Marcatori | 58’ Reuteler 62’ (rig.) Freigang 65’ Dunst 73’ Nüsken |

| Arbitro: | Biehl (Siesbach) |

|                                  |           |               |
| Nüsken 9’ Freigang 37’ Dunst 76’ | Marcatori | 5’ Blagojević |

| Arbitro: | Wildfeuer (Lubecca) |

|                                           |           |              |
| Popp 4’ Rolfö 37’ Huth 45’, 70’ Pajor 51’ | Marcatori | 56’ Freigang |

| Arbitro: | Joos (Leinfelden-Echterdingen) |

|                                                        |           |             |
| Nüsken 13’ Pawollek 31’ Freigang 85’, 90’ Martinez 87’ | Marcatori | 86’ Angerer |

| Arbitro: | Wacker (Lehrensteinsfeld) |

|                               |           |                     |
| Schüller 73’ Dunst 82’ (aut.) | Marcatori | 54’ (aut.) Hegering |

| Arbitro: | Biehl (Siesbach) |

|                                                        |           |  |
| Hartig 13’ Billa 28’ (rig.) Waßmuth 50’ Krumbiegel 70’ | Marcatori |  |

| Arbitro: | Appelmann (Alzey) |

|  |           |                        |
|  | Marcatori | 29’ Kayikçi 88’ Starke |

### DFB-Pokal der Frauen
| Arbitro: | Stolz (Pritzwalk) |

|  |           |              |
|  | Marcatori | 10’ Freigang |

| Arbitro: | Schwermer (Rieder) |

|  |           |                     |
|  | Marcatori | 29’ (aut.) Pawollek |

## Statistiche

### Statistiche di squadra
| Competizione         | Punti | In casa | In casa | In casa | In casa | In casa | In casa | In trasferta | In trasferta | In trasferta | In trasferta | In trasferta | In trasferta | Totale | Totale | Totale | Totale | Totale | Totale | DR |
| Competizione         | Punti | G       | V       | N       | P       | Gf      | Gs      | G            | V            | N            | P            | Gf           | Gs           | G      | V      | N      | P      | Gf     | Gs     | DR |
| -------------------- | ----- | ------- | ------- | ------- | ------- | ------- | ------- | ------------ | ------------ | ------------ | ------------ | ------------ | ------------ | ------ | ------ | ------ | ------ | ------ | ------ | -- |
| Frauen-Bundesliga    | 33    | 11      | 6       | 2       | 3       | 24      | 18      | 11           | 4            | 1            | 6            | 20           | 29           | 22     | 10     | 3      | 9      | 44     | 47     | -3 |
| DFB-Pokal der Frauen | -     | 1       | 0       | 0       | 1       | 0       | 1       | 1            | 1            | 0            | 0            | 1            | 0            | 2      | 1      | 0      | 1      | 1      | 1      | 0  |
| Totale               | -     | 12      | 6       | 2       | 4       | 24      | 19      | 12           | 5            | 1            | 6            | 21           | 29           | 24     | 11     | 3      | 10     | 45     | 48     | -3 |

### Andamento in campionato
| Giornata  | 1 | 2 | 3 | 4 | 5 | 6 | 7 | 8 | 9 | 10 | 11 | 12 | 13 | 14 | 15 | 16 | 17 | 18 | 19 | 20 | 21 | 22 |
| --------- | - | - | - | - | - | - | - | - | - | -- | -- | -- | -- | -- | -- | -- | -- | -- | -- | -- | -- | -- |
| Luogo     | C | T | C | T | C | T | C | T | C | C  | T  | T  | C  | T  | C  | T  | C  | T  | C  | T  | T  | C  |
| Risultato | V | P | V | V | V | P | P | V | N | N  | N  | P  | P  | V  | V  | V  | V  | P  | V  | P  | P  | P  |
| Posizione | 4 | 8 | 5 | 4 | 4 | 5 | 5 | 5 | 5 | 5  | 5  | 6  | 6  | 6  | 6  | 6  | 4  | 4  | 4  | 5  | 6  | 6  |

Legenda:

Luogo: C = Casa; T = Trasferta. Risultato: V = Vittoria; N = Pareggio; P = Sconfitta.

### Statistiche delle giocatrici
| Giocatore      | Frauen-Bundesliga | Frauen-Bundesliga | Frauen-Bundesliga | Frauen-Bundesliga | DFB-Pokal der Frauen | DFB-Pokal der Frauen | DFB-Pokal der Frauen | DFB-Pokal der Frauen | Totale   | Totale | Totale      | Totale     |
| Giocatore      | Presenze          | Reti              | Ammonizioni       | Espulsioni        | Presenze             | Reti                 | Ammonizioni          | Espulsioni           | Presenze | Reti   | Ammonizioni | Espulsioni |
| -------------- | ----------------- | ----------------- | ----------------- | ----------------- | -------------------- | -------------------- | -------------------- | -------------------- | -------- | ------ | ----------- | ---------- |
| V. Aschauer    | 20                | 1                 | 4                 | 1                 | 2                    | 0                    | 1                    | 0                    | 22       | 1      | 5           | 1          |
| C. Bösl        | 1                 | -4                | 0                 | 0                 | -                    | -                    | -                    | -                    | 1        | -4     | 0           | 0          |
| L. Da-hye      | -                 | -                 | -                 | -                 | -                    | -                    | -                    | -                    | -        | -      | -           | -          |
| B. Dunst       | 22                | 3                 | 2                 | 0                 | 2                    | 0                    | 0                    | 0                    | 24       | 3      | 2           | 0          |
| A. Emmerling   | 3                 | 0                 | 0                 | 0                 | 0                    | 0                    | 0                    | 0                    | 3        | 0      | 0           | 0          |
| L. Feiersinger | 16                | 5                 | 0                 | 0                 | 2                    | 0                    | 0                    | 0                    | 18       | 5      | 0           | 0          |
| L. Freigang    | 22                | 16                | 0                 | 0                 | 2                    | 1                    | 0                    | 0                    | 24       | 17     | 0           | 0          |
| M. Gidion      | 11                | 0                 | 0                 | 0                 | 0                    | 0                    | 0                    | 0                    | 11       | 0      | 0           | 0          |
| B. Heaberlin   | 21                | -43               | 0                 | 0                 | 2                    | -1                   | 0                    | 0                    | 23       | -44    | 0           | 0          |
| J. Hechler     | 21                | 1                 | 1                 | 1                 | 1                    | 0                    | 1                    | 0                    | 22       | 1      | 2           | 1          |
| S. Kleinherne  | 19                | 0                 | 0                 | 0                 | 2                    | 0                    | 0                    | 0                    | 21       | 0      | 0           | 0          |
| Letícia Santos | 10                | 0                 | 0                 | 0                 | 2                    | 0                    | 0                    | 0                    | 12       | 0      | 0           | 0          |
| S. Martinez    | 19                | 5                 | 0                 | 0                 | 1                    | 0                    | 0                    | 0                    | 20       | 5      | 0           | 0          |
| S. Matheis     | 2                 | 0                 | 0                 | 0                 | -                    | -                    | -                    | -                    | 2        | 0      | 0           | 0          |
| S. Mauron      | 22                | 1                 | 0                 | 0                 | 2                    | 0                    | 0                    | 0                    | 24       | 1      | 0           | 0          |
| S. Nüsken      | 17                | 5                 | 0                 | 0                 | 2                    | 0                    | 0                    | 0                    | 19       | 5      | 0           | 0          |
| S. Ostermeier  | 0                 | 0                 | 0                 | 0                 | -                    | -                    | -                    | -                    | 0        | 0      | 0           | 0          |
| T. Panfil      | 8                 | 0                 | 1                 | 0                 | -                    | -                    | -                    | -                    | 8        | 0      | 1           | 0          |
| T. Pawollek    | 22                | 1                 | 3                 | 0                 | 2                    | 0                    | 0                    | 0                    | 24       | 1      | 3           | 0          |
| G. Reuteler    | 22                | 4                 | 0                 | 0                 | 2                    | 0                    | 1                    | 0                    | 24       | 4      | 1           | 0          |
| L. Schneider   | -                 | -                 | -                 | -                 | -                    | -                    | -                    | -                    | -        | -      | -           | -          |
| M. Steck       | 1                 | 0                 | 0                 | 0                 | -                    | -                    | -                    | -                    | 1        | 0      | 0           | 0          |
| L. Störzel     | 21                | 0                 | 2                 | 0                 | 2                    | 0                    | 0                    | 0                    | 23       | 0      | 2           | 0          |
| Y. Weilharter  | 11                | 0                 | 1                 | 0                 | 0                    | 0                    | 0                    | 0                    | 11       | 0      | 1           | 0          |